# Jadwiga Kędzierzawska
Jadwiga Kędzierzawska (ur. 11 listopada 1929 w Brzezinach, zm. 18 stycznia 2012 w Łodzi) – polska scenarzystka i reżyserka (przede wszystkim krótkometrażowych filmów aktorskich dla dzieci i młodzieży).
Absolwentka Wydziału Reżyserii PWSTiF w Łodzi (1960).
Przez większość swego zawodowego życia związana była ze Studiem Małych Form Filmowych "Se-Ma-For" w Łodzi. Za swoje filmy zdobyła nagrody na festiwalach filmowych m.in. w Corku, Krakowie, Poznaniu, Tampere, Teheranie i Wenecji.
W roku 1982 została odznaczona Nagrodą Prezesa Rady Ministrów za całokształt twórczości reżyserskiej w dziedzinie filmu dla dzieci i młodzieży.
Matka reżyserki Doroty Kędzierzawskiej.

## Filmografia (wybór)
- Murzynek (1960)
- Psotny kotek (1960)
- Z przygodą na ty (1966)
- Małe smutki (1968)
- Ucieczka-wycieczka (1972)
- Muchołap (1976)
- Chciałbym się zgubić (1979)
- Rozalka Olaboga (1984)